# (652) Юбилатрикс
(652) Юбилатрикс (лат. Jubilatrix) — астероид главного пояса, который был открыт 4 ноября 1907 года австрийским астрономом Иоганном Пализой в Венской обсерватории и назван в честь 60-летия со дня воцарения на австро-венгерском престоле императора Франца Иосифа I.

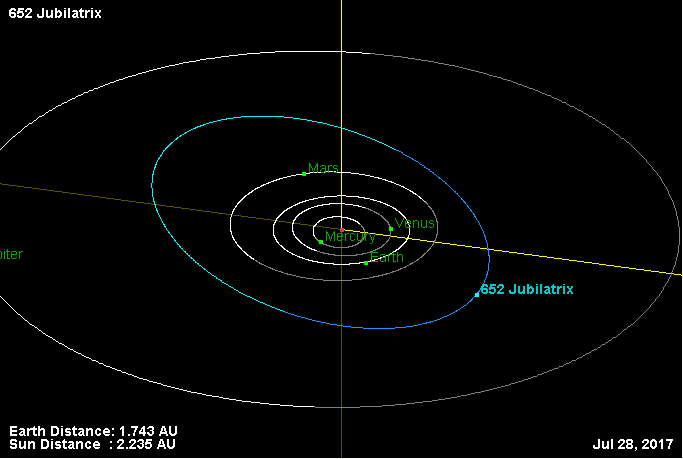
Орбита астероида Юбилатрикс и его положение в Солнечной системе